# Cobaltzippeïta
La cobaltzippeïta és un mineral de la classe dels sulfats, que pertany al grup de la zippeïta. Rep el seu nom en al·lusió a la seva composició, amb cobalt com a element dominant, i la seva relació amb zippeïta.

## Característiques
La cobaltzippeïta és un sulfat de fórmula química Co(UO₂)₂(SO₄)O₂·3.5H₂O. Cristal·litza en el sistema monoclínic. Es troba en forma de grans tabulars diminuts {010} i en agregats en forma de pètals. La seva duresa a l'escala de Mohs és 2.
Segons la classificació de Nickel-Strunz, la cobaltzippeïta pertany a «07.EC: Uranil sulfats amb cations de mida mitjana i grans» juntament amb els següents minerals: magnesiozippeïta, niquelzippeïta, natrozippeïta, zinczippeïta, zippeïta, rabejacita, marecottita, sejkoraïta-(Y) i pseudojohannita.

## Formació i jaciments
En rares ocasions es troba com eflorescències a les parets de les mines en zones d'oxidació de dipòsits d'uraninita que contenen gersdorffita. Sol trobar-se associada a altres minerals com: zippeïta sòdica, uranopilita, johannita, zeunerita, calcantita, antlerita, sideròtil, bieberita, eritrita, epsomita i guix. Va ser descoberta l'any 1976 a la mina Happy Jack (Blue Dike Mine), al White Canyon, al Comtat de San Juan (Utah, Estats Units). També ha estat descrita a la mina Lucky Strike No. 2, al districte de San Rafael (comtat d'Emery, Utah), i a Jáchymov (Bohèmia, República Txeca).